# Papírmerítő
A papírmerítő mesterember, aki cellulóz és víz keverékéből készít papírt.
A munkafolyamat:
- Egy hordóban összekever cellulózt és vizet.
- Egy fakeretbe foglalt szita segítségével egy helyre folyatja a keveréket.
- Filclapok közé teszi.
- Egy fémkerettel, tetején nagy nyomócsavarral felszerelt szerszámmal lenyomja a sok egymásra tett filclapot, amelyek közül kicsorog a víz.
- Esetenként virágokkal díszíti.
- Felakasztja száradáshoz.

A papírmerítő munkája videón: videón:https://youtu.be/1nO-kmtiX_4